# Pierre Piskor
Pierre Piskor, né le 2 mai 1984, est un footballeur français évoluant au poste d'attaquant.

## Biographie
Joueur français ayant choisi d'exercer en qualité de footballeur amateur au FC Rodange 91, club de 3e division luxembourgeoise, il rejoint le FC Differdange 03, fraîchement promu de D2 pour la saison 2006-2007.
Pour sa première saison en D1, il finit 2e buteur du championnat avec 23 buts, juste derrière Daniel da Mota et ses 24 réalisations. 
Meilleur buteur de la saison 2008-2009 avec 30 buts en 26 matchs, il est alors élu joueur du Luxembourg de l'année.
En 2010 et en 2011, il remporte la coupe du Luxembourg.

## Palmarès
- Coupe du Luxembourg :
  - Vainqueur : 2010, 2011 (avec le FC Differdange 03)

- Joueur du Luxembourg de l'année : 2009 (avec le FC Differdange 03)